# Håsjön, Medelpad
Håsjön är en sjö i Sundsvalls kommun i Medelpad och ingår i Ljungans huvudavrinningsområde. Sjön har en area på 0,224 kvadratkilometer och ligger 126 meter över havet. Sjön avvattnas av vattendraget Fanbyån (Palsjöån).

## Delavrinningsområde
Håsjön ingår i det delavrinningsområde (691698-154281) som SMHI kallar för Utloppet av Håsjön. Medelhöjden är 162 meter över havet och ytan är 1,77 kvadratkilometer. Räknas de 19 avrinningsområdena uppströms in blir den ackumulerade arean 160,85 kvadratkilometer. Fanbyån (Palsjöån) som avvattnar avrinningsområdet har biflödesordning 2, vilket innebär att vattnet flödar genom totalt 2 vattendrag innan det når havet efter 68 kilometer. Avrinningsområdet består mestadels av skog (78 procent). Avrinningsområdet har 0,23 kvadratkilometer vattenytor vilket ger det en sjöprocent på 12,7 procent.